# Veenhuizen (waterschap, 1919)
Veenhuizen is een niet-opgericht waterschap in de Nederlandse provincie Groningen, waarvan wel een archief bestaat.
Om tot een betere afwatering van de Veenhuizerplaatsen te komen, verzochten de ingelanden in 1919 Gedeputeerde Staten een waterschap op te richten. Er moest hiervoor een deel aan het 3e onderdeel van het waterschap Westerwolde (Onstwedde) worden onttrokken. De afwatering zou gebeuren via het waterschap Alteveer. Er werd een reglement ontworpen en een bijbehorende kaart getekend, maar nadat Westerwolde het riviertje de Tjaam had verbeterd, bleek dat de oprichting niet meer nodig was.
Waterstaatkundig gezien ligt het gebied sinds 2000 binnen dat van het waterschap Hunze en Aa's.

## Naam
Er was overigens al een waterschap met de naam Veenhuizen in de provincie Groningen.